# Simone Pasa
Simone Pasa (Montebelluna, Italia; 21 de enero de 1994) es un futbolista italiano. Juega de defensa en el San Marino Calcio de la Serie D.

## Trayectoria
Formado en las inferiores del Inter de Milán, Pasa debutó en el primer equipo el 6 de diciembre de 2012 ante el Neftchi Baku por la Liga Europa. Disputó su primer encuentro de Serie A el 12 de mayo de 2013 ante el Genoa.
Las siguientes temporadas en el Inter, fue cedido a clubes del ascenso italiano hasta que dejó el club en 2016.
En julio de 2016, se incorporó al Cittadella en la Serie B.

## Selección nacional
Fue internacional juvenil por Italia.

## Estadísticas
Actualizado al último partido disputado el 25 de marzo de 2023.
| Club                    | Div.          | Temporada     | Liga  | Liga  | Copas nacionales | Copas nacionales | Copas internacionales | Copas internacionales | Total | Total |
| Club                    | Div.          | Temporada     | Part. | Goles | Part.            | Goles            | Part.                 | Goles                 | Part. | Goles |
| ----------------------- | ------------- | ------------- | ----- | ----- | ---------------- | ---------------- | --------------------- | --------------------- | ----- | ----- |
| Inter de Milán · Italia | 1.ª           | 2012-13       | 4     | 0     | 0                | 0                | 2                     |                       | 6     | 0     |
| Inter de Milán · Italia | Total club    | Total club    | 4     | 0     | 0                | 0                | 2                     | 0                     | 6     | 0     |
| Varese · Italia         | 2.ª           | 2013-14       | 1     | 0     | 0                | 0                | —                     | —                     | 1     | 0     |
| Varese · Italia         | Total club    | Total club    | 1     | 0     | 0                | 0                | 0                     | 0                     | 1     | 0     |
| Padova · Italia         | 2.ª           | 2013-14       | 3     | 0     | 0                | 0                | —                     | —                     | 3     | 0     |
| Padova · Italia         | Total club    | Total club    | 3     | 0     | 0                | 0                | 0                     | 0                     | 3     | 0     |
| Prato · Italia          | 3.ª           | 2014-15       | 19    | 1     | 1                | 0                | —                     | —                     | 20    | 1     |
| Prato · Italia          | Total club    | Total club    | 19    | 1     | 1                | 0                | 0                     | 0                     | 20    | 1     |
| Pordenone · Italia      | 3.ª           | 2015-16       | 35    | 2     | 0                | 0                | —                     | —                     | 35    | 2     |
| Pordenone · Italia      | 2.ª           | 2019-20       | 19    | 0     | —                | —                | —                     | —                     | 19    | 0     |
| Pordenone · Italia      | 2.ª           | 2020-21       | 18    | 0     | 2                | 0                | —                     | —                     | 20    | 0     |
| Pordenone · Italia      | 2.ª           | 2021-22       | 25    | 0     | —                | —                | —                     | —                     | 25    | 0     |
| Pordenone · Italia      | Total club    | Total club    | 97    | 2     | 2                | 0                | 0                     | 0                     | 99    | 2     |
| Cittadella · Italia     | 2.ª           | 2016-17       | 21    | 0     | 1                | 0                | —                     | —                     | 22    | 0     |
| Cittadella · Italia     | 2.ª           | 2017-18       | 32    | 1     | 2                | 1                | —                     | —                     | 34    | 2     |
| Cittadella · Italia     | 2.ª           | 2018-19       | 15    | 0     | 2                | 0                | —                     | —                     | 17    | 0     |
| Cittadella · Italia     | Total club    | Total club    | 68    | 1     | 5                | 1                | 0                     | 0                     | 73    | 2     |
| Rimini · Italia         | 3.ª           | 2022-23       | 32    | 0     | —                | —                | —                     | —                     | 32    | 0     |
| Rimini · Italia         | Total club    | Total club    | 32    | 0     | 0                | 0                | 0                     | 0                     | 32    | 0     |
| Total carrera           | Total carrera | Total carrera | 224   | 4     | 8                | 1                | 2                     | 0                     | 234   | 8     |